# Planorbulinopsis
Planorbulinopsis es un género de foraminífero bentónico de la subfamilia Planorbulininae, de la familia Planorbulinidae, de la superfamilia Planorbulinoidea, del suborden Rotaliina y del orden Rotaliida. Su especie tipo es Planorbulinopsis parasitica. Su rango cronoestratigráfico abarca el Holoceno.

## Clasificación
Planorbulinopsis incluye a la siguiente especie:
- Planorbulinopsis parasitica